# Juventud Radical de Chile

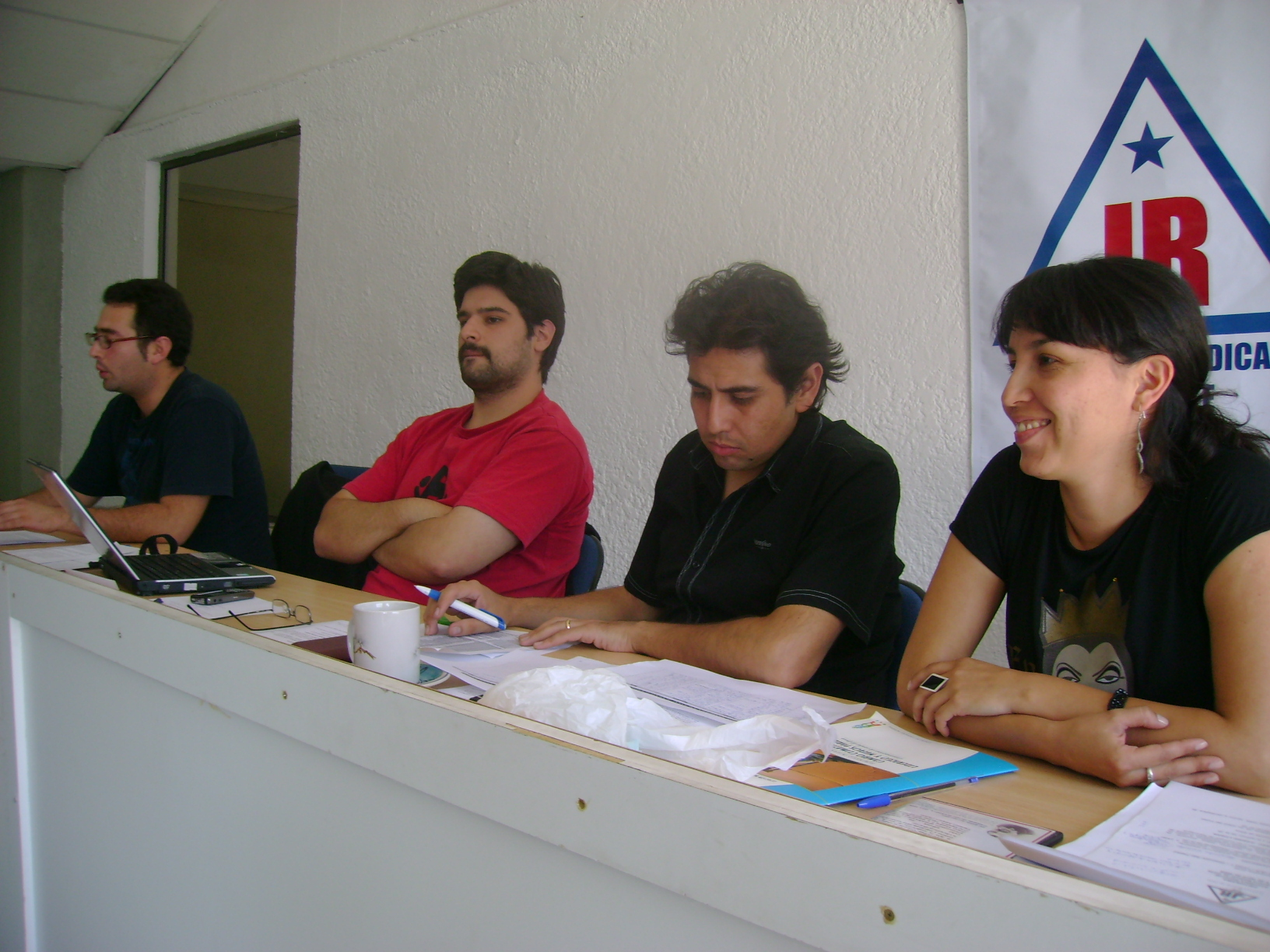
Asamblea de la JR.

La Juventud Radical de Chile (JR) es la organización juvenil del Partido Radical. Agrupa a los jóvenes militantes del PR que tienen entre 18 y 30 años de edad, y también a simpatizantes del PR considerados pre militantes de entre 14 y 17 años.
La función principal de la JR es coordinar en el ámbito nacional e internacional el trabajo político y social que realizan los jóvenes radicales.

## Historia
Mucho antes de 1917, los jóvenes radicales se venían agrupando desde la apertura del radicalismo a distintos sectores sociales, lo que generó que a sus filas entraran sectores medios jóvenes, encabezados principalmente por los estudiantes.
Es durante 1906 que, radicales y anarquistas se unen en función de levantar la Fech durante el rectorado de Valentín Letelier, quien respetó la organización estudiantil y colaboró en su configuración. Desde ahí, la Juventud Radical comenzó a organizarse en el mundo estudiantil, principalmente en lo relativo a la organización estudiantil ante la Universidad, y también en campañas de acción externa, siendo célebres las campañas para ollas comunes en los sectores populares de la ciudad de Santiago, las campañas de alfabetización –que fueron regulares hasta 1973- y la consiguiente articulación con el movimiento obrero y los sectores sociales azotados por la llamada cuestión social. Por esos años, Pedro León Ugalde y Armando Labra destacaban como destacados dirigentes de la Juventud.
Es este último quien funda la Juventud Radical de Chile el 27 de diciembre de 1917, siendo la juventud política vigente más antigua de Chile. La Juventud Radical acentúa la distancia entre la facción liberal y la socialista al interior del partido, y se plantea como crítica de la oligarquía en años donde esta gobernaba en la mal ponderada república parlamentaria. Por su primera generación, pasaron grandes referentes de lo que después sería el Frente Popular.
La Juventud Radical se divide en una corriente más liberal, y una más socialista: estas diferencias se mantienen hasta 1939, donde un Congreso de Reunificación declara a la Juventud como laica, socialista, democrática, y por el contexto mundial de la época, antifascista. En 1941, los radicales encabezan la FECh con Carlos Diemer a la cabeza: las campañas de alfabetización y las ligas contra el hambre levantadas con socialistas y anarquistas en favor de los más necesitados, se acentúan en esta época.
Se declara contraria al fascismo e impulsa desde el interior del PR la unión con los Partidos de izquierda, con quienes se conformará el Frente Popular. Se opuso a la promulgación de la ley maldita, y posterior a la crisis del radicalismo a fines de los cuarenta, en la Juventud esta crisis también se acentúa. Anselmo Sule y Hugo Miranda destacan como dirigentes entre la década del cuarenta y cincuenta. La polarización de la guerra fría se vivió en el radicalismo chileno de una manera muy acentuada, donde la dirigencia nacional toma diversas posturas. Ante la actitud de viraje político hacia la derecha del sector más conservador Julio Durán, Patricio Valdés, junto al núcleo más duro de la Juventud denominado Juventud Radical Revolucionaria de Chile, ejercen presión a partir de la reunión de firmas en la convención nacional para su expulsión, la que se termina concretando. En 1969 dicho núcleo llega al poder de la Juventud Radical de Chile donde, en la Convención Nacional de la Juventud Radical, se cambia el nombre por el de Juventud Radical Revolucionaria de Chile, la cual operaría de esa forma hasta 1994.
Luego del golpe de Estado de 1973, la juventud engrosa el número de víctimas radicales de la dictadura militar en Chile. A pesar de esto, la JRR se organiza en Chile y en el extranjero teniendo una activa participación por recuperar la democracia tanto a nivel nacional como internacional. Luis Ayala y Alejandro Montesino HeyerAlejandro Montesino]] presiden en el exilio la IUSY. En México a comienzo de la década de los ochenta, y producto de un supuesto atentado fallece víctima de un atropello Patricio Valdés.
En Chile, se rearticula en la clandestinidad en 1983, y en septiembre de 1985 la Juventud Radical Revolucionaria, realiza su tercer congreso y se reestructura en todo Chile y comienza a tener significativa presencia en el movimiento estudiantil de la época, participando activamente como opositora de la dictadura cívico-militar de Pinochet y en favor de recuperar la democracia.
Luego del retorno a la democracia y luego de la fusión entre el Partido Radical y el Partido Socialdemocracia Chilena, esta juventud pasa a llamarse Juventud Radical Socialdemócrata (JRSD) hasta el año 2008, donde recupera su nombre histórico: Juventud Radical de Chile.
Actualmente la Juventud Radical de Chile ha disputado espacios al interior de sus filas incorporándose a la Mesa Nacional del Partido, contando con una presencia activa en asambleas comunales y Universidades a través de los Grupos Universitarios Radicales.

## Principios e ideales
El pensamiento de la Juventud Radical tiene un raigambre basado fuertemente en el Racionalismo, que constituye piedra angular del radicalismo, o sea, sostiene la legitimidad de cualquier punto de vista para explicar la verdad sobre el hombre, la sociedad y el universo, siempre que provenga de una análisis racional, excluyendo todo dogmatismo. Esto, sumado a la confianza que se tiene en la capacidad del hombre de autodeterminar su destino a través de la razón, convierte a la Juventud Radical en una juventud Humanista laica.
En complemento con lo primero, sus principales principios se sustentan en:
- Laicismo: La Juventud Radical promueve la separación de la Iglesia y el Estado, no permitiendo que criterios de origen eclesiástico dominen las políticas públicas. En lo valórico se reconoce progresista. Entre sus postulados se encuentran la promoción del control de natalidad, la tolerancia religiosa, el libre examen, el respeto a la diversidad, la igualdad de derechos de la mujer y el respeto a las minorías políticas, étnicas o sexuales.[5]
- Socialismo: La Juventud Radical se conoce como una fuerza política de inspiración socialista. Sin embargo reivindica la postura revisionista del marxismo, basado en el Socialismo Democrático o Socialdemocracia originaria, al igual que el Partido Radical desde 1906, de la mano de don Valentín Letelier y hasta la actualidad.[5]
- Democracia: La Juventud Radical apoya la democracia en Chile y en el mundo, tanto como régimen político como forma de vida. Fomenta el diálogo, la rectitud y responsabilidad cívica en su participación política, la asociación, y el respeto por la construcción de un Estado social y democrático de Derecho, y las garantías fundamentales.[5]

## Estructura de la Juventud Radical de Chile

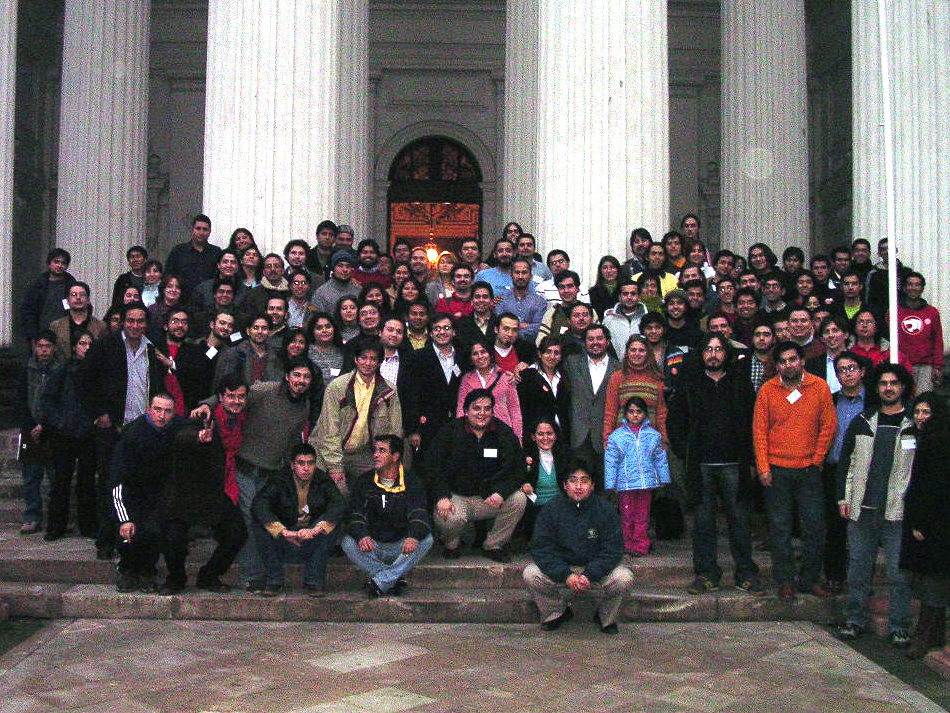
IV Congreso Juventud Radical (junio de 2005).

Para su adecuado funcionamiento la Juventud adopta -fruto de su experiencia histórica, basándose en los principios; de la democracia representativa, de igualdad entre sus militantes, de división e interdependencia de poderes- la siguiente estructura y órganos.

### Congreso Nacional de la Juventud Radical
Máxima instancia y órgano superior de la Juventud Radical, puede acordar, resolver y formar propuestas que guarden relación con la acción doctrinaria, ideológica, política y programática de la Juventud.
La Juventud Radical nace del primer Congreso Nacional Juvenil realizado por la Asamblea de Santiago el 22 de diciembre de 1917 bajo el nombre de "Congreso de la colectividad Joven". Este congreso duró 4 días y se celebró en los salones del Club Radical de Santiago en Ahumada 242. El Congreso tuvo tres ejes: ser una escuela formativa para jóvenes, instaurar una instancia de propaganda y reunir los jóvenes del Partido.

Cuando elementos jóvenes, reunidos por tan nobles deseos, se conozcan i entiendan, se habrá conseguido un nuevo adelanto: cohesionar los elementos positivos de una agrupación política i, entonces el Congreso habrá realizado otra aspiración: organizar las
fuerzas vivas de esta democracia sana y vigorosa que milita bajo las banderas del radicalismo chileno.
Resoluciones del Primer Congreso
Nacional

El Congreso de la Juventud está compuesto por:
La Asamblea Nacional: En receso del Congreso es la máxima instancia de la Juventud. Se reúne ordinariamente una vez al año. Son miembros de la Asamblea Nacional:
- a) Los miembros de Comité Ejecutivo Nacional (CEN).
- b) El presidente del Consejo Regional.
- c) Los miembros de la Comisión Política, solo con derecho a voz.
- d) Los integrantes de la Comisión de Ética, solo con derecho a voz.
- e) Los diputados, alcaldes, concejales y Consejeros Regionales de los Gobiernos Regionales militantes de la JR.

La Mesa Nacional: Es el órgano ejecutivo y la autoridad política superior de la JR en receso de la Asamblea Nacional y del Congreso Nacional. Es el cuerpo ejecutor de las políticas de la Juventud Radical de Chile en todas sus expresiones, correspondiendo dirigirla con estrictica sujeción a la Declaración de principios de PRSD, del voto político vigente de la JR, programa y acuerdos de la Asamblea Nacional y del Congreso Nacional.
El Comité Ejecutivo Nacional: El Comité Ejecutivo Nacional posee una Mesa Nacional de la Juventud que está compuesta de 11 miembros, dicha Mesa se reúne una vez a la semana y está integrada por las siguientes personas que detentan los respectivos cargos: El presidente Nacional de la Juventud; El 1.º vicepresidente Nacional; El presidente de la Comisión Política, que ocupa el cargo de 2.º vicepresidente Nacional; El Secretario Nacional; El Secretario Nacional de Finanzas; El Secretario Nacional de Organización; El Secretario Nacional Electoral; El Secretario de Comunicaciones; y El Secretario Internacional.
El Comité Ejecutivo Nacional se encuentra conformado por la Mesa Nacional y los vocales CEN, es decir, está integrado por un total de 21 miembros electos. A su vez está integrado por los Coordinadores o Directores Nacionales de los organismos funcionales de la JR, dichos miembros se integran con plenos derecho, ya se voz y voto.
Regionales, Asambleas y Estudiantes Radicales
Finalmente la Juventud Radical está dividida por regiones que se eligen también democráticamente. A nivel local existen las Asambleas Juveniles de carácter Comunal. Estos corresponden a órganos territoriales de la Juventud Radical. También existen órganos funcionales o sectoriales como el Grupo Universitario Radical (GUR), y el Grupo de Estudiantes Secundarios Radicales (GESER).

## Radio Puro Chile
Es una radio emisora ciudadana en línea, con directa vinculación al Partido Radical de Chile y a la Juventud Radical. 
Fue fundada a inicios de 2022 y esta emisora es dirigida por el correligionario Matías Torres y basa su programación en música exclusivamente chilena dando espacio a clásicos y emergentes al estilo Radio UNO esta emisora transmite en línea desde San Pedro de la Paz, Región del Bio-Bio.[cita requerida]

## Colores y escudo
- Blanco: Es un color que es la suma de todos los otros, es absoluto, en el Medioevo se consideraba que simbolizaba la luz, la eternidad, es un emblema de la pureza, para otros indica un cambio espiritual y si es brillante, con lo potencial, con lo que aún no es, lo que está en crecimiento, o sea, la Juventud. Es una razón más del por qué los pendones de la juventud son blancos y los del Partido son rojos.
- Rojo: Este color se asocia siempre a la sangre, a la preparación del organismo para una situación de peligro, por lo tanto, desde otra forma se asocia al sacrificio. En la Edad Media el rojo, también llamado gules, era el color de la sangre, el fuego y el martirio. El rojo es el color de una alta emotividad, de pasión e impulsividad, propia de la condición de Juventud, por ello muy propio que sea el color de las letras de la Juventud Radical.
- Azul: Él es más profundo de los colores, representa la serenidad absoluta, su contemplación disminuye el ritmo respiratorio y cardíaco y el cuerpo se relaja. En el lenguaje simbólico representa la sabiduría, la sensibilidad y el desarrollo espiritual, por ello esta en torno a la emotividad juvenil, ordenándola y dirigiéndola.
- Los tres lados del triángulo:  representan sus tres características: socialistas, laicos y democráticos, y en sus vértices están las tres valores que la juventud desarrolla: el valor, la fidelidad y el honor. Esta imagen de búsqueda de la superación es reforzada con el color azul, que como se planteó anteriormente, representa el desarrollo espiritual y la sabiduría, y se proyecta sobre el todo de la Juventud Radical que está en su centro
- La estrella: también en azul, significa que la Juventud es unitaria, pero en el ambiente simbólico las estrellas tienen significado dependiendo del número de puntas y algunas veces de su orientación. Al consultar se nos explica que el pentagrama, o sea, la estrella de cinco puntas es un poderoso símbolo de protección y balance, una buena razón para estar sobre la JR en el vértice superior del triángulo de la Juventud, y que por tener el color azul representa la tradición y los valores inmutables del Radicalismo.
- Las letras: están en rojo, puesto que cada joven Radical está dispuesto a sacrificar su tiempo, a entregar esfuerzo, a correr riesgos, para cumplir con las tareas dispuestas sin desmayo, en un balance justo de lo que es una militancia activa. Los Jóvenes Radicales encuentran un orgullo en ser militantes, “correligionarios”, o sea, ser parte de una legión de personas que tienen una meta y un objetivo común.[2]

## Autoridades

### Concejales
En las elecciones municipales para el periodo 2016-2020, junto con la fuerte alza de candidatos electos del PR (llegando a 168 concejales, 78 más que el 2012), la Juventud Radical logró luego de muchos años obtener concejales electos en distintas regiones, llegando a un total de 7. Entre esos se destacan los dos concejales más jóvenes de Chile (Katherine Ruiz en Machalí e Ignacio Pozo en Antofagasta, ambos con 22 años), y dos concejales en capitales regionales (nuevamente Pozo en Antofagasta, y Ricardo Trostel en Concepción).
| Nombre               | Comuna      | Región      |
| -------------------- | ----------- | ----------- |
| Ignacio Pozo         | Antofagasta | Antofagasta |
| Felipe Yáñez         | San Pedro   | Santiago    |
| Katherine Ruiz       | Machalí     | O'Higgins   |
| Ismael San Martín    | Rauco       | Maule       |
| Rafael Rodrigo Pérez | Longaví     | Maule       |
| Ricardo Tróstel      | Concepción  | Biobío      |
| Felipe Sierra        | Curanilahue | Biobío      |
| Luis Fuentes*        | Quirihue    | Biobío      |

(*) Electo como independiente apoyado por el Partido Radical.

## Himno
“Adelante Juventud” (1941)
Con el pecho inflamado cantemos

los acordes de marcha triunfal 

Ciudadanos de Chile alentemos

a la gran Juventud Radical
Coro:

Adelante, adelante

Adelante Juventud.
Tradiciones que hacen historia

amasadas con sangre y valor

y llevadas con manos de gloria

al más alto altar del honor
Coro:

Adelante, adelante

Adelante Juventud.